# Oxytropis saposhnikovii
Oxytropis saposhnikovii là một loài thực vật có hoa trong họ Đậu. Loài này được Krylov miêu tả khoa học đầu tiên.